# Fulvio Fiorin
Fulvio Fiorin (Milano, 13 novembre 1962) è un allenatore di calcio ed ex calciatore italiano, di ruolo centrocampista.

## Biografia
Nasce a Milano il 13 novembre 1962. Si diploma all'ISEF nel 1989 e si laurea in scienze motorie nel 2002 presso l'Università Cattolica del Sacro Cuore, dove nel 2005 acquisisce anche il master FSE di 2º livello. Dopo una parentesi come calciatore professionista nelle squadre di Pavia e di Saronno, conclude la carriera da giocatore a Corbetta prima di cominciare la carriera di allenatore professionista nei settori giovanili del Monza, del Lecco e nel Milan. Dal 2010 è docente di tecnica per "attività di agonistica" della Milan Academy. Dal 2011 ha ricoperto il ruolo di coordinatore dell’attività agonistica e di responsabile tecnico all’interno del progetto rossonero della Milan Academy. Nel 2012 ha affiancato Filippo Inzaghi come viceallenatore alla guida degli Allievi Nazionali del Milan. Nel 2014 è stato ancora al fianco di Inzaghi, alla guida della prima squadra del Milan in Serie A. È inoltre iscritto all’ordine dei giornalisti dal 21 gennaio 1999 ed è autore di numerosi articoli per riviste scientifiche e sportive.
Nel 2018 pubblica il libro 4-2-3-1. Un sistema per principi. La metodologia applicata all'allenamento.

## Carriera

### Giocatore
Cresciuto come giocatore nel settore giovanile del Sant'Angelo Lodigiano e vicecampione d'Italia Categoria Allievi Semiprofessionisti, è stato calciatore professionista nel Pavia e al Saronno, e calciatore del Corbetta nelle stagioni 89-91. 

### Allenatore
Nelle stagioni calcistiche dal 1989 al 1991 e dal 1995 al 1999, è stato allenatore nei settori giovanili del Monza.
Tra le due esperienze nel Monza ha allenato le giovanili del Milan dal 1991 al 1995, nelle quali è ritornato dal 1999 al 2001.
Nel 2001 ha allenato il Lecco, per poi tornare nuovamente al Milan dal 2002 al 2015.
Dal 2002 al 2008 è stato allenatore degli Allievi Regionali e Nazionali del Settore Giovanile della società AC Milan. Successivamente ha ricoperto i ruoli di docente di “Tecnica per Attività di Agonistica” della Milan Academy (2010) e Coordinatore tecnico dell’attività agonistica e di Responsabile tecnico all’interno del progetto rossonero della Milan Academy (2011), vincendo due titoli italiani e un’edizione del torneo Beppe Viola di Arco di Trento.
Nelle stagioni 2012-2013 ha affiancato Filippo Inzaghi, come viceallenatore, alla guida degli Allievi Nazionali AC Milan per poi continuare nel 2014, sempre con Filippo Inzaghi, come assistente allenatore/Metodologo, alla guida del Milan in serie A.
Nella stagione 2016-2017 è stato il vice di Giuseppe Sannino alla Salernitana, poi sostituito da Andrea Ferdenzi all'esonero dello stesso Sannino avvenuto il 30 novembre 2016.
Nel giugno 2017 diventa allenatore dell'Ascoli in Serie B. Nel suo staff era presente Enzo Maresca come viceallenatore, dimissionario il 21 novembre 2017 a seguito di 4 sconfitte consecutive dell'Ascoli.
Il 6 dicembre viene sollevato dall'incarico e gli subentra Serse Cosmi.
Il 5 luglio 2018 diventa allenatore dell'OltrepoVoghera. in serie D. Il 5 dicembre viene esonerato con la squadra al quattordicesimo posto.
Il 16 luglio 2019 viene annunciato come allenatore del Milano City FC, club militante in Serie D.
Nell'estate del 2022 viene annunciato come allenatore della formazione under 19 "Primavera" del Alessandria, e termina all'undicesimo posto. La stagione successiva viene promosso alla guida della prima squadra in Serie C ma il 22 settembre 2023 risolve consensualmente il contratto.

## Statistiche

### Statistiche da allenatore
Statistiche aggiornate al 22 settembre 2023.
| Stagione        | Squadra         | Campionato      | Campionato | Campionato | Campionato | Campionato | Coppe nazionali | Coppe nazionali | Coppe nazionali | Coppe nazionali | Coppe nazionali | Coppe continentali | Coppe continentali | Coppe continentali | Coppe continentali | Coppe continentali | Altre coppe | Altre coppe | Altre coppe | Altre coppe | Altre coppe | Totale | Totale | Totale | Totale | % Vittorie | Piazzamento |
| Stagione        | Squadra         | Comp            | G          | V          | N          | P          | Comp            | G               | V               | N               | P               | Comp               | G                  | V                  | N                  | P                  | Comp        | G           | V           | N           | P           | G      | V      | N      | P      | %          | Piazzamento |
| --------------- | --------------- | --------------- | ---------- | ---------- | ---------- | ---------- | --------------- | --------------- | --------------- | --------------- | --------------- | ------------------ | ------------------ | ------------------ | ------------------ | ------------------ | ----------- | ----------- | ----------- | ----------- | ----------- | ------ | ------ | ------ | ------ | ---------- | ----------- |
| lug.-dic. 2017  | Ascoli          | B               | 17         | 3          | 5          | 9          | CI              | 2               | 1               | 0               | 1               | -                  | -                  | -                  | -                  | -                  | -           | -           | -           | -           | -           | 19     | 4      | 5      | 10     | 21,05      | Eson.       |
| lug.-dic. 2018  | OltrepoVoghera  | D               | 11         | 2          | 5          | 4          | CI-D            | 1               | 0               | 1               | 0               | -                  | -                  | -                  | -                  | -                  | -           | -           | -           | -           | -           | 12     | 2      | 6      | 4      | 16,67      | Eson.       |
| lug.-set. 2019  | Milano City     | D               | 2          | 0          | 1          | 1          | CI-D            | 1               | 0               | 0               | 1               | -                  | -                  | -                  | -                  | -                  | -           | -           | -           | -           | -           | 3      | 0      | 1      | 2      | &0,00      | Eson.       |
| lug.-set. 2023  | Alessandria     | C               | 4          | 0          | 1          | 3          | CI-C            | -               | -               | -               | -               | -                  | -                  | -                  | -                  | -                  | -           | -           | -           | -           | -           | 4      | 0      | 1      | 3      | &0,00      | Risol.      |
| Totale carriera | Totale carriera | Totale carriera | 34         | 5          | 12         | 17         |                 | 4               | 1               | 1               | 2               |                    | -                  | -                  | -                  | -                  |             | -           | -           | -           | -           | 38     | 6      | 13     | 19     | 15,79      |             |

## Palmarès

### Giocatore

#### Competizioni regionali
- Promozione: 1

Saronno: 1985-1986 (girone A)

## Opere

### Saggi
- 2018 - 4-2-3-1. Un sistema per principi. La metodologia applicata all'allenamento (I ed. it. Correre, 2018)